# 环鳞烟斗柯
环鳞烟斗柯（学名：Lithocarpus corneus var. zonatus）为壳斗科柯属下的一个变种。

## 扩展阅读
- 維基物種上的相關：环鳞烟斗柯